# پیانیبیه
پیانیبیه (به ایتالیایی: Pianibbie) یک منطقهٔ مسکونی در ایتالیا است که در کاسولی واقع شده‌است.